# Ablucja

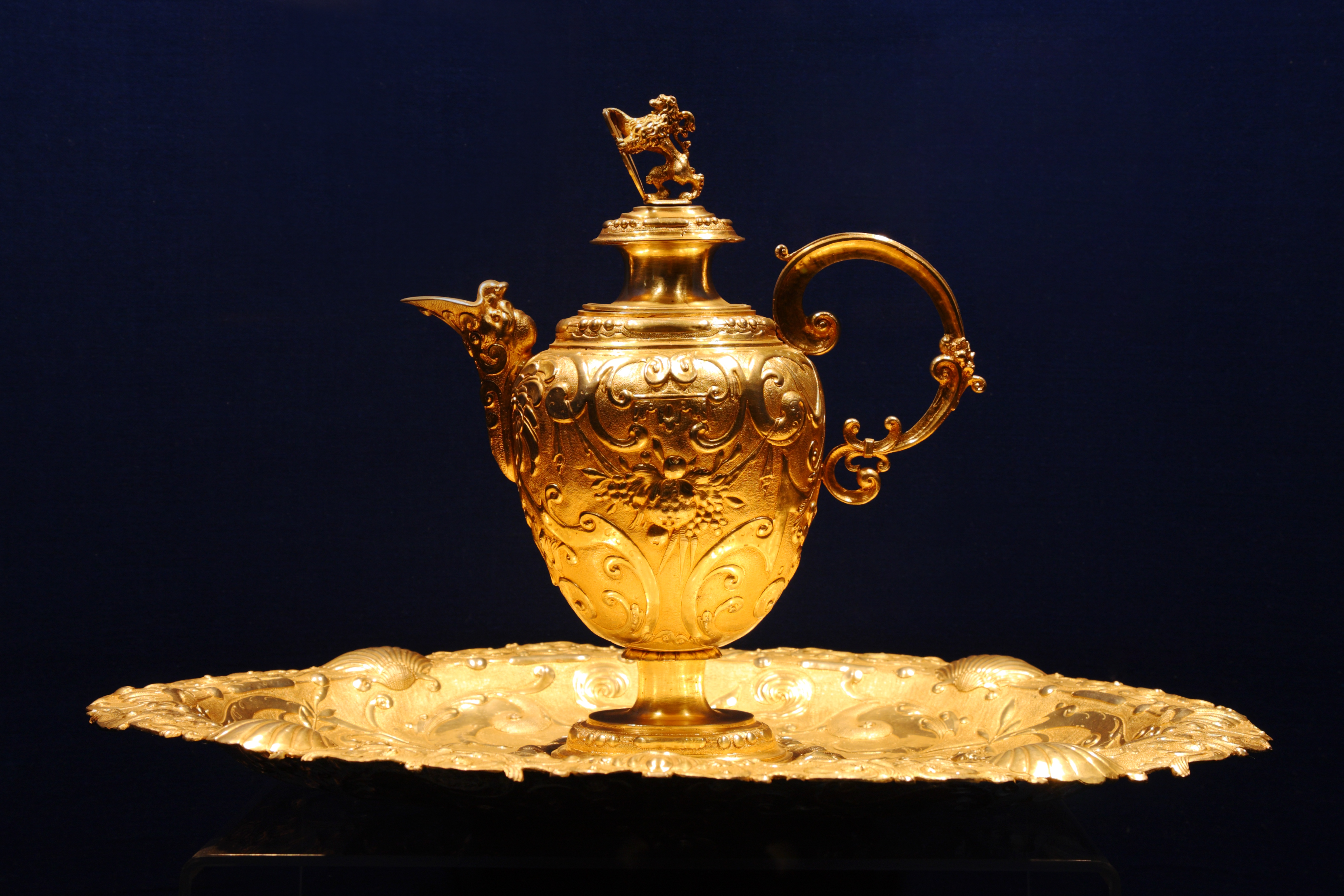
Ceremonialne naczynie do ablucji, Polska, XVII w., Muz. Ok., Toruń

Ablucja (łac. ablutio – obmycie) – występujące w różnych systemach religijnych rzeczywiste lub symboliczne obmycie rytualne ciała lub jego części (najczęściej rąk), przedmiotów kultowych lub narzędzi ofiarniczych. Ablucji dokonuje się zwykle za pomocą wody, rzadziej wina lub piasku, a także mleka (u Indian południowoamerykańskich).
Początkowo był to jeden ze sposobów usunięcia nieczystości rytualnej, obecny w religiach pierwotnych, wedyzmie, zaratusztrianizmie, religiach asyryjsko-babilońskiej, egipskiej i żydowskiej, a także w hinduizmie i islamie (wudu, ghusl).
Z czasem dokonanie oczyszczenia nabrało także znaczenia liturgicznego, np. w kultach helleńskich, w manicheizmie, czy chrześcijaństwie (np. pod postacią chrztu; a w formie bardziej pierwotnej – jako obmycie dłoni przez kapłana w trakcie mszy  – lavabo).
U dawnych Słowian były znane niektóre formy ablucji jeszcze przed wprowadzeniem chrześcijaństwa (np. kąpiel w noc sobótkową, tj. kupałę).